# Svarttjärnen (Frostvikens socken, Jämtland, 718189-145570)
Svarttjärnen är en sjö i Strömsunds kommun i Jämtland och ingår i Ångermanälvens huvudavrinningsområde. Sjön har en area på 0,0769 kvadratkilometer och ligger 682 meter över havet. Svarttjärnen ligger i Frostvikenfjällen Natura 2000-område.

## Delavrinningsområde
Svarttjärnen ingår i det delavrinningsområde (718211-145455) som SMHI kallar för Mynnar i Nedre Daimasjön. Medelhöjden är 659 meter över havet och ytan är 4,65 kvadratkilometer. Räknas de 9 avrinningsområdena uppströms in blir den ackumulerade arean 44,1 kvadratkilometer. Batterjukke som avvattnar avrinningsområdet har biflödesordning 4, vilket innebär att vattnet flödar genom totalt 4 vattendrag innan det når havet efter 299 kilometer. Avrinningsområdet består mestadels av skog (83 procent) och sankmarker (12 procent). Avrinningsområdet har 0,13 kvadratkilometer vattenytor vilket ger det en sjöprocent på 2,8 procent.